# Siphona ceres
Siphona ceres là một loài ruồi trong họ Tachinidae.